# 譚溪戰鬥
譚溪戰鬥開始於1934年9月20日，地點則是在中國貴州。是國共內戰前期主要戰鬥之一。該戰鬥交戰一方為中華民國國民革命軍，另一方則為中國共產黨所領導之中國工農紅軍。